# Musa Moguškov
Musa Chož-Achmatovič Moguškov (in russo Муса Хож-Ахматович Могушков?; Nazran, 6 febbraio 1988) è un judoka russo.
Nel 2012 ha partecipato ai Giochi olimpici di Londra 2012 nella categoria -66 kg, perdendo però al secondo turno.

## Palmares
- Mondiali

Parigi 2011: bronzo nei -66 kg;
Chelyabinsk 2014: bronzo nei -73 kg.
Baku 2018: bronzo nella gara a squadre.
- Europei

Varsavia 2017: bronzo nei -73kg;
- Campionati europei under 23:

Antalya 2009: bronzo nei -66kg.
- Campionati europei juniores:

Praga 2007: bronzo nei -66kg.

### Vittorie nel circuito IJF
| Data             | Località       | Paese               | Categoria |
| ---------------- | -------------- | ------------------- | --------- |
| 3 luglio 2010    | Mosca          | Russia              | Gran Slam |
| 22 novembre 2010 | Abu Dhabi      | Emirati Arabi Uniti | Gran Prix |
| 18 giugno 2011   | Rio de Janeiro | Brasile             | Gran Slam |
| 30 marzo 2013    | Samsun         | Turchia             | Gran Prix |
| 16 luglio 2016   | Tjumen'        | Russia              | Gran Slam |